# Frankia alni
Frankia alni is een bacteriesoort van het geslacht Frankia. Het geslacht is vernoemd naar de Duitse microbioloog Albert Bernhard Frank (1839 - 1900), en de soortnaam wijst op de symbiose met bomen van het geslacht Alnus. Het is een grampositieve, aerobe, filamentvormende bacterie met een hoog GC-gehalte (hoog gehalte aan guanine en cytosine). De bacterie behoort tot de stikstofbindende bacteriën en leeft niet alleen in de stikstofwortelknolletjes (actinorhiza) in symbiose op de wortels van houtige planten, maar komt ook vrijlevend in de bodem voor.

## Symbiose met planten
Frankia alni kan met behulp van het enzym nitrogenase stikstof uit de lucht binden en zo de stikstof voor planten beschikbaar maken. Hierdoor kunnen deze planten ook op stikstofarme gronden groeien. De hiervoor grote hoeveelheid benodigde energie verkrijgt de bacterie van de plant in de vorm van suikers. Vaak wordt de bodem zo stikstofrijk dat er in de ondergroei van elzen stikstofminnende planten, zoals brandnetels, groeien.
Het zuurstofgevoelige nitrogenase wordt door de bacteriën beschermd door het in te sluiten in een kogelvormig blaasje aan het verdikte eind van de bacteriecel. Bij sommige planten, zoal Casuarina-soorten waarbij de wortelknolletjes gelignificeerd zijn, wordt door de plant leghemoglobine gevormd om voldoende zuurstof voor de bacteriën beschikbaar te maken.

## Infectieproces
Het eerste symptoom van infectie door de bacterie Frankia alni is een vertakking en opkrulling van de wortelharen. De bacterie wordt ingekapseld door de plant, maar blijft buiten de celmembraan. De celmembraan van het kapsel bevat pectine, cellulose en hemicellulose. De celdeling wordt gestimuleerd door de hypodermis en cortex, waardoor een prewortelknolletje ("prenodule") wordt gevormd. De bacterie gaat vervolgens naar de cortex van de wortel, terwijl het knolletje zich verder ontwikkelt op dezelfde wijze als een zijwortel. De haarprimordia van de wortelknolletjes ontwikkelen zich in de pericykel, endodermis of cortex tijdens de ontwikkeling van het prewortelknolletje. Uiteindelijk gaat de bacterie de cel binnen en infecteert het nieuwe knolletje.

## Synoniemen
Frankia alni heeft de volgende synoniemen:
- Frankia subtilis
- Nocardia alni
- Streptomyces alni
- Proactinomyces alni
- Actinomyces alni
- Plasmodiophora alni
- Schinzia alni